# کیزیک (آک‌یورت)
کیزیک (به لاتین: Kızık) یک منطقهٔ مسکونی در ترکیه است که در اکیورت واقع شده‌است.